# NHK BS8K
NHK BS8K（エヌエイチケイ ビーエスはちケイ）は、2018年12月1日から日本放送協会（NHK）が放送を開始した、日本向け放送衛星による衛星基幹放送（BSデジタルテレビジョン放送）チャンネルのひとつである。キャッチコピーは、『こっちすごいよ。』。

## 概要

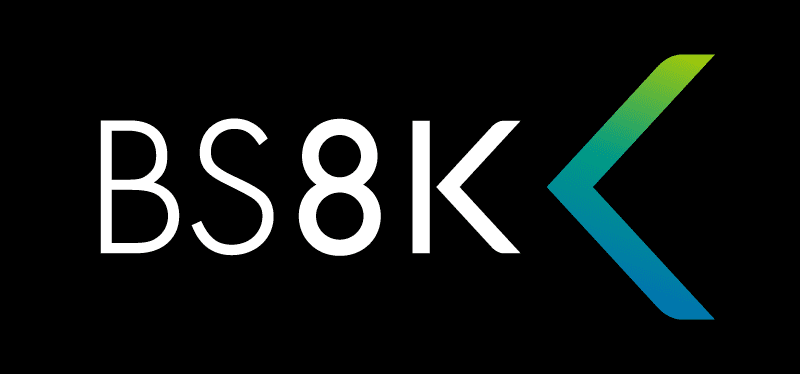
2020年3月以前のブランドロゴ

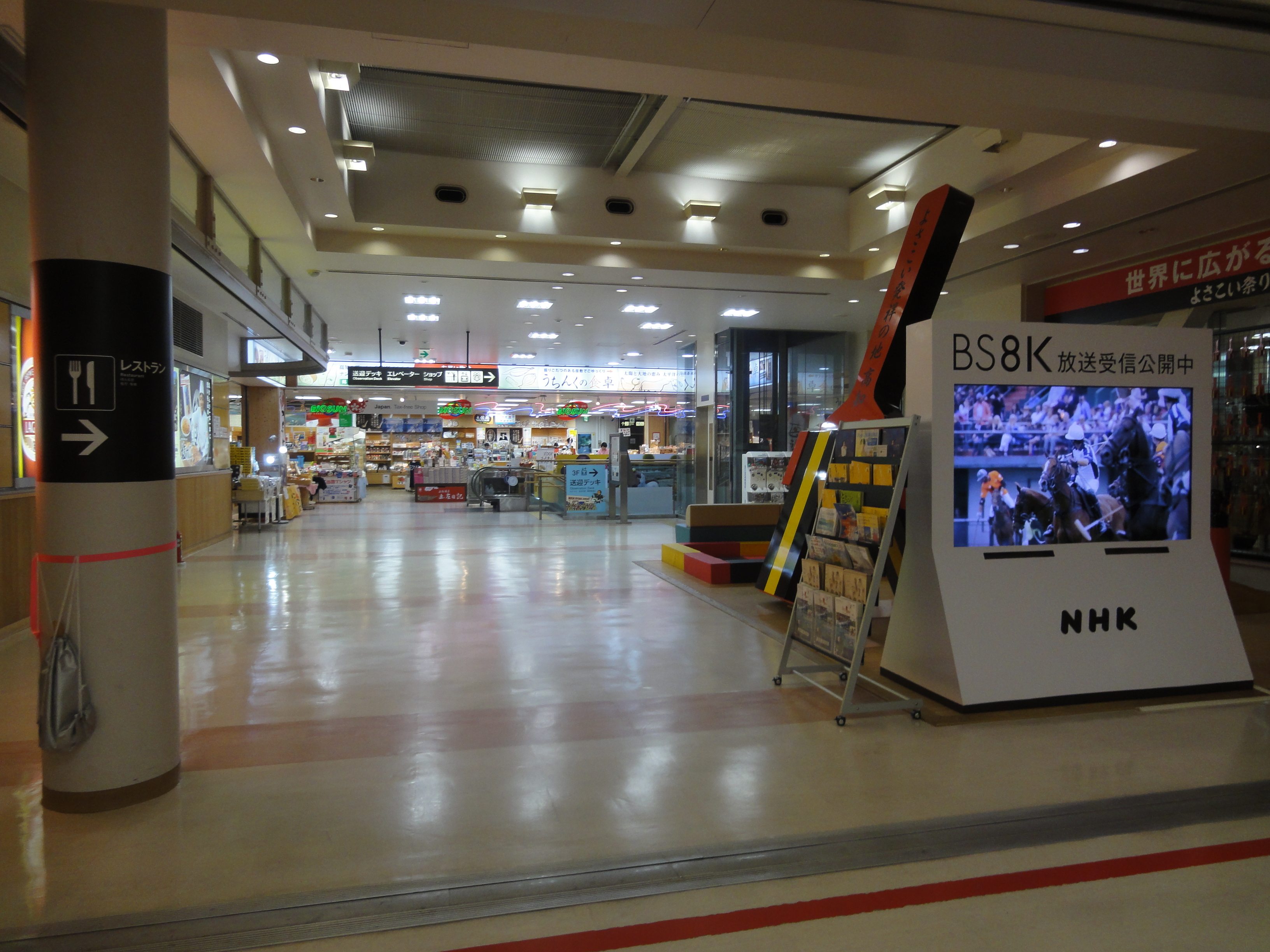
BS8Kの放送受信公開（高知空港）

NHKが『スーパーハイビジョン』の名で技術開発を行い実現させた、世界初・国内唯一の 8K UHDTV によるテレビチャンネルである。
従前の日本におけるデジタルテレビジョン放送と異なる「ISDB-S3」方式により、1つの物理チャンネルを120のスロットに分け、その全部を利用し「横7680画素×縦4320画素」（約3,300万画素、100Mbps）と、ハイビジョン放送比16倍の画素数により更に高画質な放送を実施するもので、同時に始められた「NHK BS4K」（BS4K 101ch）とともに放送法の規定により超高精細度テレビジョン放送を普及させる役割を担わされた。
放送時間は10時開始、22時前後終了を基本の編成とし、基本的に8Kで制作したコンテンツを中心にリピート放送している。コンテンツによっては深夜に臨時放送を行うこともある。実際に開局直後『第69回NHK紅白歌合戦』を放送した平成最後の年越しでは、日跨ぎ編成を行った。日中はNHKの各放送局や空港などでの受信公開も行われている。
『人類が、まだしたことのない体験を。』をコンセプトに、BS4Kと共にブランドロゴとステーションブレイクが制作された。
リモコンキーIDはEテレやかつてのBS2及びBS1→BSのサブチャンネルと同じ「2」。3桁の論理チャンネル番号としては「BS8K 102ch」が指定されているが、4K8K放送では超高画質を売りにすることから従前の2K放送のようなマルチチャンネル編成は行わないため、一般的には他局同様リモコンキーID表示を基本とする。
NHKは2023年12月1日に衛星波チャンネルの再編を実施したが、BS8Kについては変更は無く、引き続きNHK衛星放送の「フラッグシップチャンネル」として位置付けられることになっている。
日本国内で8K画質の番組を放送できる唯一のチャンネルであるため、民放局が8K画質で制作した番組の放送も行っている。一部の番組は4K解像度に変換の上、BS4K→BSプレミアム4Kにて放送する時間を一部時間帯に設けている。
2022年1月24日、中国の中国中央電視台（CCTV）が当局に続けて世界で2番目の8K本放送「CCTV-8K」を開始した。

## 受信時の注意

地上波放送と中間周波数の分布

この8Kチャンネルは従前のNHK衛星放送と異なり、偏波面の円旋回が“右回り”ではなく“左回り”（放送業界用語では「左旋」という）であり、なおかつBS-IF周波数が従前よりも高くなっている。この為、視聴するには家庭内のアンテナや配線・混合器・分配機などの機器を、総務省が定めた新たな技術基準に対応するものへと全面的に取り変える必要がある。
視聴には前述のアンテナ関連配線や機器の交換のほか、8K放送対応のチューナーを搭載した受信機が必要で、従来のテレビではもちろん4Kテレビでも視聴することはできない。対応機器はシャープ、ソニー、LGエレクトロニクスが生産している。

### 対応機器
- アクオス（シャープ）
  - AX1ライン (8T-C80AX1/C70AX1/C60AX1)[12]
  - CX1ライン (8T-C70CX1/C60CX1)[13]
  - DW1ライン (8T-C70DW1/C60DW1)[14]
  - DX1ライン (8T-C85DX1/C75DX1/C65DX1)[15]
  - 8Kチューナー 8S-C00AW1[16]（LC-70X500と併せて使用[17]）
- ブラビア（ソニー）
  - Z9H (KJ-85Z9H)[18]
- LGエレクトロニクス
  - ZXシリーズ (OLED88ZXPJA/OLED77ZXPJA)[19]
  - Z1シリーズ (OLED88Z1PJA/OLED77Z1PJA)[20]
  - Z2シリーズ (OLED88Z2PJA)[21]
  - Z3シリーズ (OLED88Z3PJA)[22]
  - NANO99シリーズ (75NANO99JNA/65NANO99JNA)[23]
  - NANO95シリーズ (55NANO95JNA)[24]
  - NANO96シリーズ (65NANO96JPA/55NANO96JPA)[25]
  - QNED99シリーズ (86QNED99JPA)[26]

この他、ピクセラが放送業界向けに8K放送受信機「PIX-ZH003-ZN1」を開発している。
BS4K放送に対応する機器であればEPG等は受信できるが、選局しても8K放送には非対応の旨が表示され視聴することはできない。ただし、降雨対応放送実施時は1080pでも放送されるため、8K放送に非対応の機器でも視聴できる場合がある。

## 沿革

2018年から2020年3月まで使用された初代旧ロゴ

2016年8月1日、地デジ難視対策衛星放送を行っていたBS-17chでNHKが単独でスーパーハイビジョン試験放送を開始。4Kと8Kの混合編成で、NHKは全国各地の放送局などに受信設備を設け一般公開していた。専用機器のない一般家庭では視聴できないため、放送時間は基本的に日中に限られていた。この試験放送に対応した専用受信機としてシャープが8Kチューナー「TU-SH1000」を開発した。
2016年12月1日以降はA-PAB（放送サービス高度化推進協会）も試験実施主体に加わり、両者のコンテンツを交互に編成して放送していた。
2017年3月21日より一般家庭でも、J:COMなどの一部のケーブルテレビ局での再送信を専用のセットトップボックスで視聴できるようになった。
この試験放送は本放送移行準備のため2018年7月23日に終了。その後は本放送開始に向け準備を進め、BS-17chはNHK（BS4K→BSプレミアム4K）と地上波民放系BS2社（BS-TBS・BSフジ）の4K放送用に割り当てられた。そしてBS8Kには、新たに左旋円偏波を使うBS-14chが丸々割り当てられた。
BSデジタル放送開始18周年・地上波デジタル放送開始15周年にあたる2018年12月1日の10時より、東経110度CSを利用する会社も含めた民間事業者と共に本放送を始めた。
2019年1月11日より、EPGでの8Kマークの表示を開始。同年12月より、BS8Kでも設置確認メッセージの表示を開始。
2020年3月30日、NHK全体でウォーターマーク・チャンネルアイコンがリニューアルされ、BS8Kのロゴも変更された。放送休止中の画面では引き続き従来のロゴが使用されている。
2024年12月29日、BS8KとBSプレミアム4Kのデータ放送での動画サービスを終了。
NHKの放送100周年となる2025年には1日の放送時間が順次拡大され、8Kマークの付かないドラマ・アニメ・特撮などの集中放送も行われた。この編成は同年3月31日まで行われ、4月1日からは2025年度の編成計画に従い従来通りの編成へ戻った。